# Senneville
Senneville és un municipi de l'aglomeració de Montreal, dins la província canadenca del Quebec. Amb una superfície de 7,49 km², Senneville es troba a l'oest de l'illa de Montreal, limitant amb els municipis de Montreal i Sainte-Anne-de-Bellevue.
Senneville pren el seu nom de la localitat normanda de Senneville-sur-Fécamp.

## Població
Segons el cens de 2001, la població de Senneville era de 970 habitants. En el cens anterior, el de 1996, el nombre d'habitants de Senneville era de 906, el que suposa un creixement demogràfic del 7,1% entre 1996 i 2001.
Tradicionalment, Senneville, com d'altres municipis de l'oest de l'illa de Montreal, ha estat residència de ciutadans de parla anglesa.
L'any 2001, l'anglès continuava sent la llengua materna majoritària entre la població de Senneville, però al contrari del que succeeix en altres municipis de l'oest de l'illa de Montreal, el percentatge d'anglofòns ja no arriba al 50%. D'acord amb la terminologia emprada per Statistique Canada, l'agència federal encarregada de l'elaboració del cens, s'entén per llengua materna la primera llengua apresa a casa durant la infància i encara compresa en el moment d'elaborar-se el cens.
| Llengua materna  | Percentatge |
| ---------------- | ----------- |
| Anglès           | 45,88%      |
| Francès          | 45,36%      |
| Anglès i francès | 1,03%       |
| Altres llengües  | 7,73%       |

La relació de confessions religioses presents al municipi és, per ordre de fidels, la següent:
| Religió                  | Percentatge |
| ------------------------ | ----------- |
| Catòlics                 | 67,01%      |
| Protestants              | 16,49%      |
| Jueus                    | 3,61%       |
| Budistes                 | 2,06%       |
| Cristians ortodoxos      | 1,03%       |
| Cap pertinença religiosa | 9,79%       |

## Administració local
La comunitat de Senneville, que s'havia constituït en municipi l'any 1895, quan se separà de la parròquia de Sainte-Anne-de-Bellevue, va esdevenir un barri de la ciutat de Montreal l'1 de gener de 2002, com a conseqüència d'una llei de l'Assemblea Nacional del Quebec. En aquesta data, va entrar en vigor la llei que establia la fusió de tots els municipis situats a l'illa de Montreal, així com algunes illes adjacents, que componien fins aleshores la Comunitat Urbana de Montreal, amb la ciutat vella.
Aquesta fusió, però, no fou ben rebuda per la població de tots els nous barris de Montreal. Posteriorment, amb l'accés dels liberals al govern quebequès, es va organitzar un referèndum sobre la segregació dels municipis fusionats. Aquesta consulta va tenir lloc el 20 de juny de 2004 a Senneville i a uns altres vint-i-un antics municipis. D'aquests, quinze (entre ells Senneville) van votar a favor de tornar a ser municipis independents. Aquest segregació va entrar en vigor l'1 de gener de 2006.
Ara bé, Senneville no ha recuperat totes les competències de què disposava abans de la fusió. Algunes competències, anomenades competències d'aglomeració, són gestionades pel Consell d'Aglomeració, format per la ciutat de Montreal i els municipis segregats.
George McLeish n'és l'actual batlle i juntament amb els sis consellers municipals (un per cada districte en què es divideix Senneville) formen el Consell municipal, el principal òrgan director i decisori de la ciutat.